# Notre-Dame-des-Bois
Pour les articles homonymes, voir Notre-Dame.
Notre-Dame-des-Bois est une municipalité du Québec située dans la MRC du Granit en Estrie.

## Toponymie
« D'importants espaces territoriaux estriens sont regroupés, en 1855, sous la dénomination de municipalité des cantons unis de Newport-Ditton-Chesham-Clinton-et-Auckland, dont la municipalité du canton de Chesham sera détachée en 1877, pour devenir Notre-Dame-des-Bois en 1958 ».

## Histoire

### Chronologie
- 27 décembre 1876 : Érection du canton de Chesham.
- 20 septembre 1958 : Le canton de Chesham devient la municipalité de Notre-Dame des Bois.
- 15 mars 1969 : La municipalité de Notre-Dame des Bois devient la municipalité de Notre-Dame-des-Bois.

## Géographie
Avec une altitude s'élevant à 555 mètres, Notre-Dame-des-Bois est l'un des plus hauts villages du Québec.
Notre-Dame-des-Bois est accessible via la route 212.

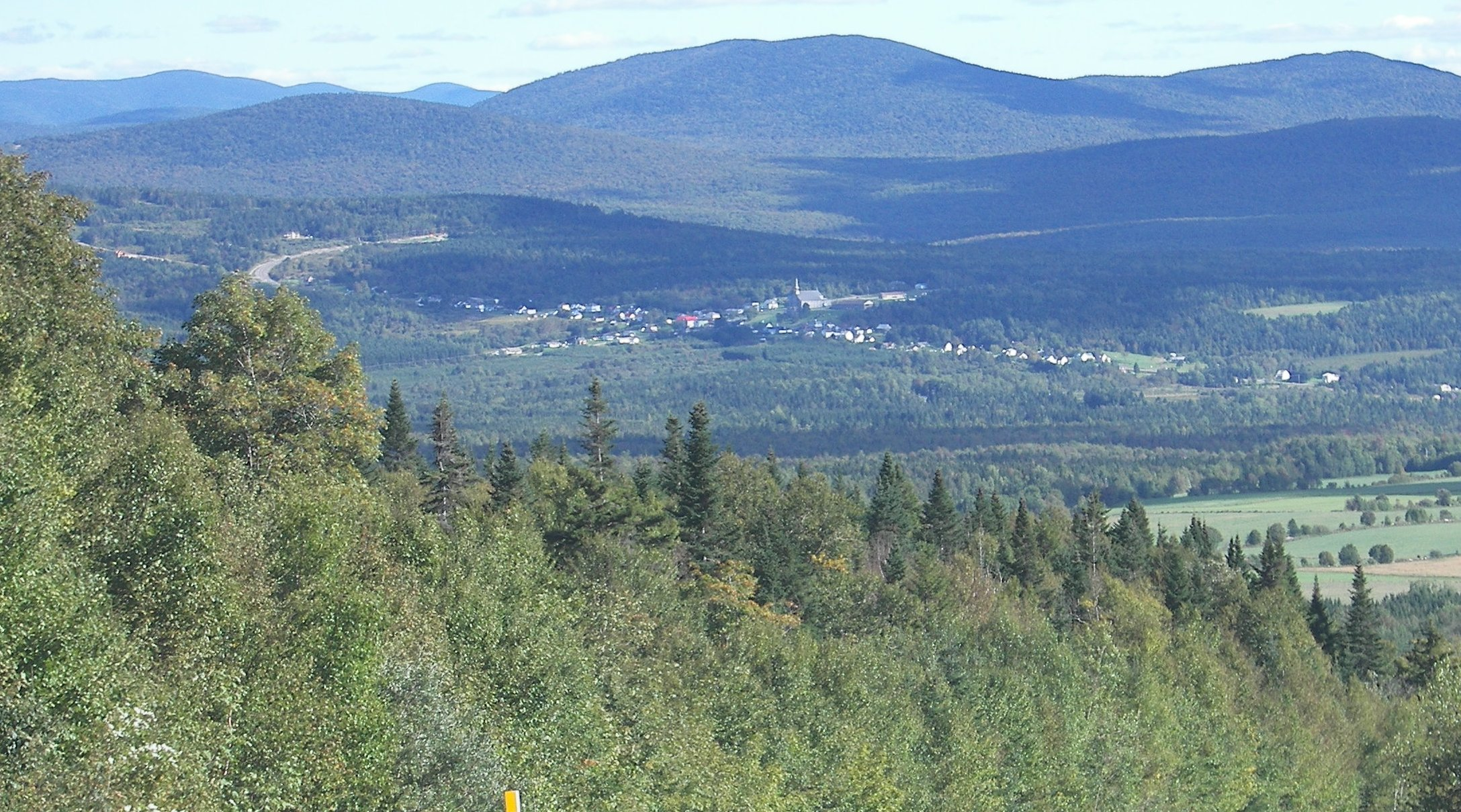
Vue à distance de Notre-Dame-des-Bois.

## Démographie
| 1996 | 2001 | 2006 | 2011 | 2016 | 2021  |
| ---- | ---- | ---- | ---- | ---- | ----- |
| 654  | 759  | 964  | 911  | 938  | 1 028 |

## Parc national du Mont-Mégantic

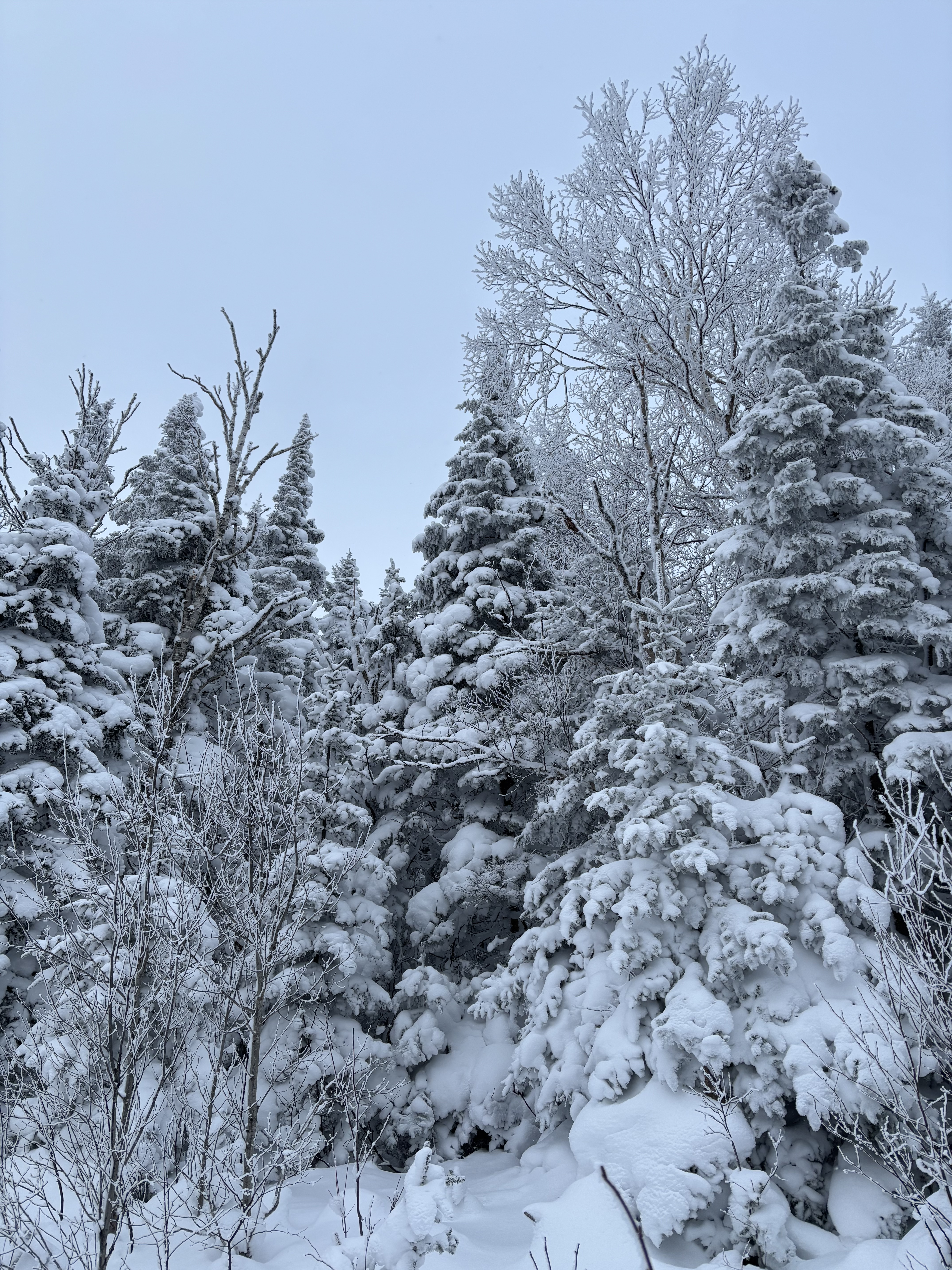
Voici une randonnée au Parc national du Mont Mégantic lors de la saison hivernale.

Cette municipalité abrite le Parc national du Mont-Mégantic. Au sein de ce dernier se retrouve l'ASTROLab, un centre de vulgarisation scientifique situé sur le pourtour du Massif du Mont-Mégantic, ainsi qu'un observatoire astronomique professionnel, l'Observatoire du Mont-Mégantic, situé au sommet du Mont Mégantic. Il s'y trouve également un lieu de pèlerinage, une chapelle située au sommet du Mont St-Joseph.

## Administration
Les élections municipales se font en bloc et suivant un découpage de six districts.
| Notre-Dame-des-Bois Maires depuis 2001                                                                               |                          |         |          |
| Élection | Maire                    | Qualité | Résultat |
| 2001 | Jean-Denis Turgeon       |         | Voir     |
| 2005 | Jean-Louis Gobeil        |         | Voir     |
| 2009 | Jean-Louis Gobeil        | Voir    |          |
| 2013 | Yvan Goyette             |         | Voir     |
| 2017 | Yvan Goyette             | Voir    |          |
| 2021 | Dominic Boucher Paquette |         | Voir     |
| Élection partielle en italique Depuis 2005, les élections sont simultanées dans toutes les municipalités québécoises |                          |         |          |